# Gouvernement Ould Bilal III
Pour les articles homonymes, voir gouvernement Mohamed Ould Bilal.
République islamique de Mauritanie
Ould Bilal II Ould Diay
Le gouvernement Mohamed Ould Bilal III (en arabe : حكومة محمد ولد بلال الثالثة) est le gouvernement de la république islamique de Mauritanie du 4 juillet 2023 au 6 août 2024,. Dirigé par le Premier ministre Mohamed Ould Bilal, il est composé par une coalition entre le Parti de l'équité (El Insaf) et l'Union pour la démocratie et le progrès (UDP), dont la dirigeante Naha Mint Mouknass est la seule membre du parti présente au gouvernement.

## Historique

### Formation
Le gouvernement est formé après la démission du Premier ministre Mohamed Ould Bilal de son gouvernement le 3 juillet 2023, celui-ci est reconduit dans ses fonctions par le président de la République Mohamed Ould Ghazouani quelques heures plus tard,.

### Succession
À la suite de l'élection présidentielle du 29 juin 2024 qui aboutit à la réélection de Ghazouani, Mohamed Ould Bilal remet la démission de son gouvernement le 2 août et son successeur Moctar Ould Diay est nommé dans la foulée. Le nouveau gouvernement prend ses fonctions le 6 août,.

## Composition
La liste des membres est annoncée par la présidence de la République le 4 juillet, et entrent en fonction immédiatement.
La plupart des ministres du gouvernement sortant sont conservés dans leur fonction. Neuf nouveaux ministres entrent au gouvernement, dont une seulement est une femme. Quatre ministres nommés sont des députés élus lors des élections législatives mauritaniennes de 2023, ce qui ouvre la porte à la démission de leur fonction de député.
| Titre                                                                                               | Ministre                                        | Parti | Parti    |
| --------------------------------------------------------------------------------------------------- | ----------------------------------------------- | ----- | -------- |
| Premier ministre                                                                                    | Mohamed Ould Bilal                              |       | El Insaf |
| Ministre de la Justice                                                                              | Mohamed Mahmoud Ould Cheikh Abdoullah Ould Boya |       | El Insaf |
| Ministre des Affaires étrangères, de la Coopération et des Mauritaniens de l'étranger               | Mohamed Salem Ould Merzoug                      |       | El Insaf |
| Ministre de la Défense nationale                                                                    | Hanena Ould Sidi                                |       | El Insaf |
| Ministre de l'Intérieur et de la Décentralisation                                                   | Mohamed Ahmed Ould Mohamed Lemine               |       | El Insaf |
| Ministre des Affaires islamiques et de l'Enseignement originel                                      | Dah Ould Sidi Ould Amar Taleb                   |       | El Insaf |
| Ministre de l'Économie et du Développement durable                                                  | Abdessalam Ould Mohamed Saleh                   |       | El Insaf |
| Ministre des Finances                                                                               | Isselmou Ould Mohamed M'Bady                    |       | El Insaf |
| Ministre de l'Éducation nationale et de la Réforme du système éducatif                              | Moktar Ould Dahi                                |       | El Insaf |
| Ministre de la Santé                                                                                | Naha Mint Mouknass                              |       | UDP      |
| Ministre de la Fonction publique et du Travail                                                      | Sidi Yahya Ould Cheikhna Ould Lemrabott         |       | El Insaf |
| Ministre de la Transformation numérique, de l'Innovation et de la Modernisation de l'administration | Mohamed Abdallahi Ould Louly                    |       | El Insaf |
| Ministre du Pétrole, des Mines et de l'Énergie                                                      | Nany Ould Chrougha                              |       | El Insaf |
| Ministre des Pêches et de l'Économie maritime                                                       | Moctar Al Housseynou Lam                        |       | El Insaf |
| Ministre de l'Agriculture                                                                           | Moma Ould Beïbatt Hamahoullah                   |       | El Insaf |
| Ministre de l'Élevage                                                                               | Hmeïdit Ould Cheïn                              |       | El Insaf |
| Ministre du Commerce, de l'Industrie, de l'Artisanat et du Tourisme                                 | Lemrabott Ould Bennahi                          |       | El Insaf |
| Ministre de l'Emploi et de la Formation professionnelle                                             | Zeinebou Mint Ahmednah                          |       | El Insaf |
| Ministre de l'Habitat, de l'Urbanisme et de l'Aménagement du territoire                             | Sid'Ahmed Ould Mohamed                          |       | El Insaf |
| Ministre de l'Équipement et des Transports                                                          | Mohamed Ali Ould Sidi Mohamed                   |       | El Insaf |
| Ministre de l'Hydraulique et de l'Assainissement                                                    | Ismael Ould Abdel Vettah                        |       | El Insaf |
| Ministre de l'Enseignement supérieur et de la Recherche scientifique                                | Mamoudou Niang                                  |       | El Insaf |
| Ministre de la Culture, de la Jeunesse, des Sports et des Relations avec le parlement               | Ahmed Ould Sid’Ahmed Ould Djé                   |       | El Insaf |
| Ministre de l'Action sociale, de l'Enfance et de la Famille                                         | Savia Mint N'Tahah                              |       | El Insaf |
| Ministre de l'Environnement et du Développement durable                                             | Lalya Ali Camara                                |       | El Insaf |
| Ministre secrétaire général du gouvernement                                                         | Aïssata Ba Yahya                                |       | El Insaf |
| Porte-parole du gouvernement                                                                        |                                                 |       |          |
| Porte-parole du gouvernement                                                                        | Nany Ould Chrougha                              |       | El Insaf |
| Ministre délégué                                                                                    |                                                 |       |          |
| Ministre délégué chargé des Mauritaniens de l'étranger                                              | Mohamed Yahya Ould Hmednah                      |       | El Insaf |